# Vier Russische boerenliederen

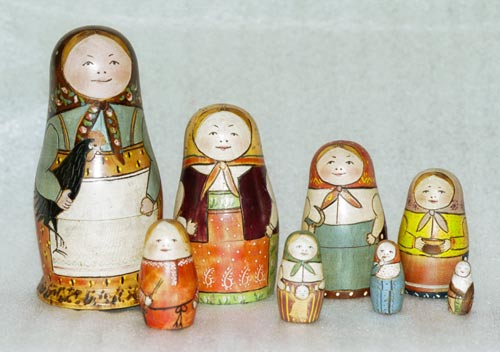
First_matryoshka_museum_doll_open

Vier Russische boerenliederen (W37) (Russisch: Подблюдные, Podbljoednye – 'onderschotels') is een compositie van Igor Stravinsky voor vrouwenkoor a capella op teksten uit Aleksandr Afanasjevs verzameling Russische volksteksten. Het werk, dat ca. 3 minuten duurt, werd voor het eerst in 1917 uitgevoerd in Genève.
De vier liederen zijn:
- Op de Heiligendag in Tsjigasi (У спаса в Чигасах) (de Kerk van de Verlosser van Tsjigasi is een kerk in een oude buurt van Moskou aan de oevers van de rivier de Jaoeza)[1]
- Ovsen (Овсень) (Ovsen is een van de incarnaties van een zonnegod in de Russische mythologie [2]) )
- Snoek (Щука)
- Buik (пузище) (een naam voor een grote zaadzak die i.p.v. zaad luizen en vlooien bevat)[1]

Het contract van muziekuitgeverij J. & W. Chester met Stravinsky dateert van december 1919, maar de publicatie van het werk werd door de firma uitgesteld tot 1932 toen de liederen verschenen met Russische, Franse en Engelse teksten. De rechten voor de Duitse uitgave lagen bij Uitgeverij Schott en de uitgave daarvan verscheen in 1930.
De vertaling van de Russische titel heeft enige verwarring veroorzaakt. Stravinsky noemde de werken 'Podbljoednye', wat hij voor Uitgeverij Schott vertaalde als 'Unterschale-Warsagelider' ('onderschaal-waarzeggersliederen', terwijl 'Untertasse' de juiste Duitse benaming zou zijn geweest). Uitgeverij Schott nam vervolgens niet het 'waarzeggersdeel' over en noemde ze 'Onder de schaal-liederen'. Taruskin noemt 'dish-divination songs' (schotel-waarzeggerij liederen) een betere benaming. Overigens hebben podbljoednye-liederen volgens Taruskin niets te maken met schotels en waarzeggerij, maar passen ze in oude Russische gebruiken rond koppelaars en huwelijkskansen. Stravinsky geeft zelf ook aan dat hij niet weet hoe het precies zit met de schotelrituelen. Stravinsky en Craft verwezen zelf altijd naar 'Saucers'.

## Ontstaansgeschiedenis
De liederen zijn volgens Walsh duidelijk studies voor Les Noces en onderhoudende voorbeelden van Stravinsky's gebruik van volksidioom. Stravinsky zelf relativeerde dat gebruik van volksidioom. 'Zover ik weet bevat geen mijn van Russische liederen – Pribaoutki, de Vier Russische boerenliederen, de Vier Russische liederen, de Berceuses du chat – volkmateriaal. Als één van deze stukken inheems klinken, dan is dat door mijn vermogen om onbewust enig 'volks' gevoel op te roepen.

## Nieuwe versie
In 1954 bewerkte Stravinsky de liederen voor gelijke stemmen met begeleiding van vier hoorns. Deze versie werd voor het eerst uitgevoerd op 11 oktober 1954 o.l.v. Robert Craft tijdens een van de 'Monday Evening Concerts'.

## Oeuvre
Zie het Oeuvre van Igor Stravinsky voor een volledig overzicht van het werk van Stravinsky.

## Geselecteerde discografie
- Vier Russische boerenliederen (versie 1954), in de 'Igor Stravinsky Edition', deel Operas and Songs, Gregg Smith Singers o.l.v. Gregg Smith (Sony Classical , SM2K 46 298)